# Преображенский, Пётр Михайлович
Пётр Михайлович Преображенский (1817—1900) — русский специалист в области агрономии.

## Биография
Окончил Тульскую духовную семинарию и медицинский факультет Московского университета (1841). Профессором Московского университета М. Г. Павловым был заинтересован агрономической наукой и на средства Московского общества сельского хозяйства отправился за границу с тем, чтобы впоследствии занять должность преподавателя в земледельческой школе общества. Изучал агрономию в Гогенгеймской академии, практиковался в наиболее замечательных имениях Германии и Бельгии, а также в России. В 1845 году он был назначен директором учебно-практического хутора при Московском обществе сельского хозяйства, оставаясь преподавателем школы; на этих должностях он состоял до 1862 года. 
Преображенским был написан обширный шеститомный курс под заглавием «Общепонятное руководство к практическому сельскому хозяйству» (1855—1857). Кроме того он издал: «О климате России в сельскохозяйственном отношении», «Двадцать публичных лекций по сельскому хозяйству в 1849—50 гг.», «Дубление овчин» (1849), «Сельское счетоводство», «Опытное руководство к разведению домашней птицы», «Исторический очерк шелководства в России» и другие.

## Источник
- Преображенский, Петр Михайлович // Энциклопедический словарь Брокгауза и Ефрона : в 86 т. (82 т. и 4 доп.). — СПб., 1890—1907.